# Gateway (Oregon)
Gateway (korábban Louis A. Young lakosról elnevezve Youngs, valamint Galloway) az Amerikai Egyesült Államok északnyugati részén, Oregon állam Jefferson megyéjében elhelyezkedő önkormányzat nélküli település.
Nevét a talajerózió miatt átalakult térségről kapta. A posta 1913 és 1956 között működött. A települést egykor érintette az Oregon Trunk Railway vasútvonala.
Korábban iskola és templom is volt itt.

## Fordítás
- Ez a szócikk részben vagy egészben  a   Gateway, Oregon című angol Wikipédia-szócikk ezen változatának fordításán alapul.  Az eredeti cikk szerkesztőit annak laptörténete sorolja fel. Ez a jelzés csupán a megfogalmazás eredetét és a szerzői jogokat jelzi, nem szolgál a cikkben szereplő információk forrásmegjelöléseként.